# Conosia principalis
Conosia principalis är en tvåvingeart som beskrevs av Edwards 1934. Conosia principalis ingår i släktet Conosia och familjen småharkrankar.
Artens utbredningsområde är Principe. Inga underarter finns listade i Catalogue of Life.